# Guarda-mato

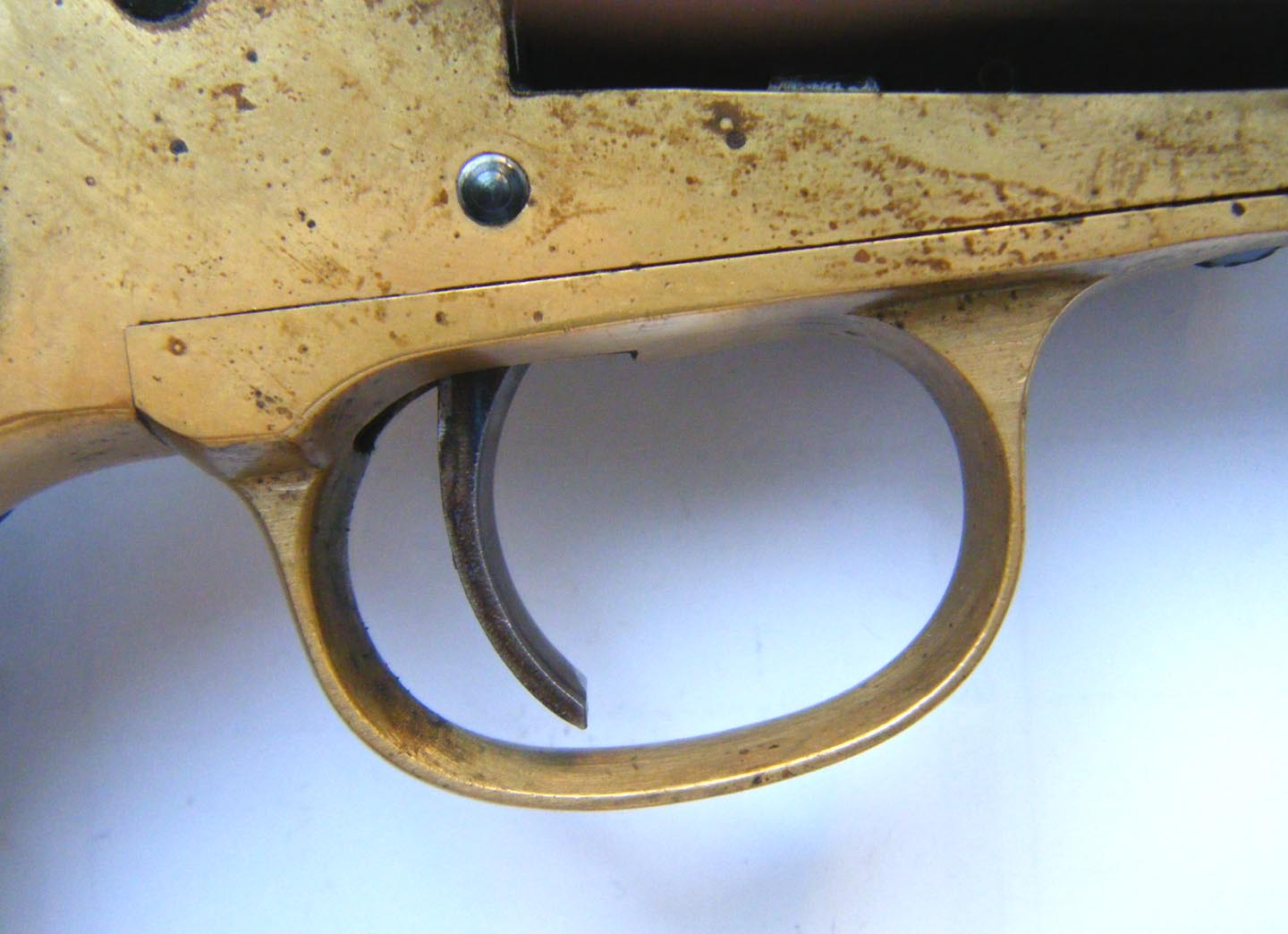
Close de um guarda mato.

Guarda-mato é a designação de uma peça que circunda o gatilho de uma arma de fogo, protegendo-o de contaminações externas, e o usuário de um disparo acidental.